# Nature morte vivante
Nature morte vivante est une huile sur toile de l'artiste surréaliste espagnol Salvador Dalí réalisée en 1956.

## Contexte
La toile fait partie de la période du « mysticisme nucléaire » de Salvador Dalí, qui représentait alors les objets en lévitation sans contact les uns avec les autres ce qui en l'occurrence était une innovation dans le monde de l'art.
Elle représente une table et différents objets constituant habituellement une nature morte évoluant en suspension dans l'air au-dessus d'elle. Elle est conservée au Salvador Dalí Museum de St. Petersburg, en Floride.

## Description
La toile est une nature morte surréaliste où le peintre utilise une technique très figurative, qui s'exprime par la représentation d'objets de la réalité extérieure. Elle est séparée en deux zones, à gauche on voit  un balcon sur la mer et un  fond bleu et à droite un  intérieur noir .
Elle représente une table sur un balcon qui donne vue  sur la mer. La mer bleue est statique et fragmentée de fausses vagues semblant être un décor de carton-pâte plutôt théâtral, de jour, qui s'oppose à la nuit ou pièce-décor fermée à droite. Sur la table, se trouvent les éléments usuels qui composent une nature morte : une bouteille d’eau -ou plus probablement une bouteille d'anis Del Mono comme le montre le reste d'étiquette au goulot-, un verre de vin, un compotier, une poire, trois prunes, un couteau, une feuille de raisin… 
Au centre de la toile se trouve une coupe déjà présente dans d'autres toiles (Apparition d'un visage et d'un compotier sur une plage). Les éléments sont en lévitation et volent comme si on venait de mettre un coup de poing violent sur la table qui l'aurait déstabilisée. Ils sont représentés en plein mouvement, ce qui leur donne un aspect vivant. 
À gauche, la bouteille trébuche vers la droite et fait abondamment jaillir le liquide ; le couteau et le verre de vin ont le même mouvement. La feuille de raisin, elle aussi, est sur le point de tomber de la table. À droite, une pomme et deux raisins planent dans l’espace et se dirigent vers le compotier. À côté de celui-ci, toujours en l’air, se trouve une figure ambiguë qui ressemble  à une coquille ou à un coquillage. L’excès de choses et d’objets, de présences matérielles et immatérielles qui circulent, volent, se laissent entrevoir et sentir, créent un effet obsédant. Le compotier et la pomme en mouvement se dédoublent et se distordent Vivante, la table découverte sur son tiers droit révèle des décorations cubiques aux couleurs rouges, qui semblent se décoller de la table. Et la mer bleue est décomposée, fragmentée en une multitude de cellules. 
La nappe, donne l'impression qu'elle vient juste d'être jetée là, dépliée, sur un seul coin de table, un peu comme un couvert improvisé. Curieusement l'air n'est pas visible, mais semble être né de nulle part, les pommes semblent aspirées comme par une force violente hors champ. Le rôle des ombres permet essentiellement de donner une seconde dimension à ce tableau, car il permet de replacer chaque objet en mouvement dans l'espace par rapport à la table, qui elle ne bouge pas.
L'autre élément caractéristique du mysticisme nucléaire de Dalí, est la présence de « cornes de rhinocéros » sur la gauche du tableau. Alors que de nombreux éléments sont en en mouvement dans le tableau, d'autres sont étonnamment figés dans l'air. Est-ce une inversion entre nature végétale et animale ? Ainsi les animaux s’arrêteraient et la nature prendraient vie (eau, pomme, cerise, …).

La lumière méditerranéenne et crépusculaire domine le coin gauche supérieur de la toile mais n’éclaire pas la partie droite du fond, cachée par un mur. Ce contraste de couleur, de luminosité et cette représentation d’un espace dans l’espace créent une impression à la fois réaliste et fantastique. Ce qui est le plus réel, c'est la nappe, froissée.